# بيتر سولي
بيتر سولي (بالنرويجية البوكمول: Petter Solli)‏ هو مدرب كرة قدم ولاعب كرة قدم نرويجي في مركز الدفاع، ولد في 22 أبريل 1966 في Ørnes ‏ في النرويج. لعب مع نادي بودو/غليمت.